# Шелехово (Иркутская область)
Ше́лехово — село в Тайшетском районе Иркутской области России. Административный центр Шелеховского муниципального образования.

## География
Село находится на расстоянии примерно 31 км к юго-западу от города Тайшет, административного центра района.

## Население
| 2002 | 2010 | 2011 | 2012 |
| ---- | ---- | ---- | ---- |
| 1072 | ↘952 | ↘948 | ↘932 |

### Половой состав
По данным Всероссийской переписи, в 2010 году в селе проживали 952 человека (462 мужчины и 490 женщин).